# Думбия, Абубакар (футболист, 1999)
Абубакар Думбия (фр. Aboubacar Doumbia; 12 ноября 1999, Абиджан) — ивуарийский футболист, нападающий.

## Карьера
Начинал свою карьеру на родину. В 20 лет переехал в Европу. После выступлений в низших лигах Франции и Финляндии, форвард заключил контракт с клубом израильской Премьер-Лиги «Маккаби» (Нетания).
Вызывается в молодежную сборную Кот-д’Ивуара. В 2021 году принял участие в Летних Олимпийских играх в Токио. На турнире Думбия принял участие лишь в одном матче против Саудовской Аравии, в котором он заработал удаление в компенсированное время встречи.